# بخش فاولر (شهرستان ترامپول، اوهایو)
بخش فاولر (به انگلیسی: Fowler Township) یک منطقهٔ مسکونی در ایالات متحده آمریکا است که در شهرستان ترامبل، اوهایو واقع شده‌است.
 بخش فاولر ۶۴٫۹ کیلومتر مربع مساحت و ۲٬۷۳۳ نفر جمعیت دارد و ۳۴۷ متر بالاتر از سطح دریا واقع شده‌است.